# 孔多 (奥恩省)
孔多（法語：Condeau，法語發音：[kɔ̃do] ⓘ）是法国奥恩省的一个旧市镇，属于莫尔塔涅欧佩什区。2016年，孔多与临近的2个市镇合并为新市镇于讷河畔萨布隆。

## 地理
孔多（48°23'6"N, 0°50'1"E）面积15.28 平方千米，位于法国诺曼底大区奧恩省，该省份为法国西北部内陆省份，北起顺时针与卡爾瓦多斯省、厄尔省、厄尔-卢瓦省、萨尔特省、马耶讷省和芒什省接壤。
与孔多接壤的市镇（或旧市镇、城区）包括：马尔贡、诺让勒罗特鲁、圣日耳曼德格鲁瓦、圣皮埃尔-拉布吕耶尔、韦里耶尔。
孔多的时区为UTC+01:00、UTC+02:00（夏令时）。

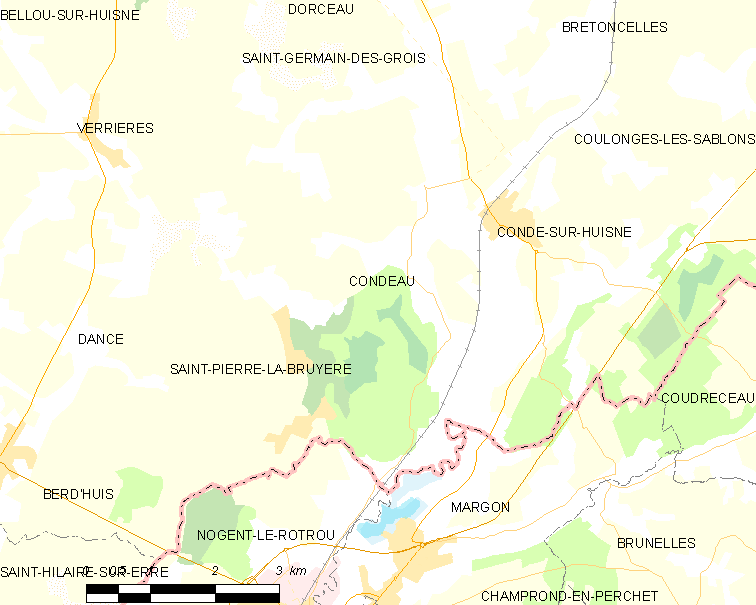
孔多的OSM定位图

## 行政
孔多的邮政编码为61110，INSEE市镇编码为61115。

## 政治
孔多所属的省级选区为布勒通塞勒县。

## 人口

1962-2008年间孔多人口变化图示

孔多于2018年1月1日时的人口数量为379人。